# Бороденков Сергій Миколайович
Сергій Миколайович Бороденков (22 травня 1958 Угорщина) — український дипломат. Генеральний консул України в Ніредьгаза (Угорщина) (2010—2015). Посол з особливих доручень відділу правового оформлення державного кордону Департаменту міжнародного права Міністерства закордонних справ України (з 2016). У 2001 році виконував обов'язки начальника пресслужби Міністерства закордонних справ України.

## Дипломатичний ранг
- Надзвичайний і Повноважний Посол (2021)[6]